# 凱薩獎最佳導演獎
凱薩獎最佳導演獎（César du meilleur réalisateur）是法國凱撒電影獎（César du cinéma）的獎項之一，頒給每年得票最高的導演，1976年開始頒發，是法國電影界最高榮譽之一。

## 外部連結
- 電影獎官方網址（页面存档备份，存于）